# Réseau téléphonique commuté
Pour les articles homonymes, voir Réseau (homonymie) et RTCP.

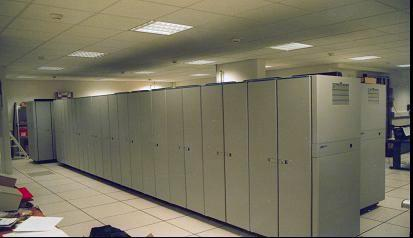
L'acheminement des communications dans le RTC est assuré par des équipements appelés « commutateurs téléphoniques ». Il s'agit ici du commutateur numérique de Nortel.

Le réseau téléphonique commuté (RTC) ou réseau téléphonique commuté public (RTCP) (en anglais, public switched telephone network ou PSTN) est le réseau historique des téléphones fixes, dans lequel un poste d'abonné est relié à un commutateur téléphonique du réseau public par une paire de fils alimentée en batterie centrale intégrale (la boucle locale). Les commutateurs téléphoniques sont eux-mêmes reliés entre eux par des liens offrant un débit de 2 Mb/s, ce sont les blocs primaires numériques (BPN) ou par des liaisons optiques PDH ou SDH plus performantes.
Il ne faut pas confondre un commutateur téléphonique avec un centre ou central téléphonique qui est le bâtiment abritant un ou plusieurs commutateurs téléphoniques.

## Histoire

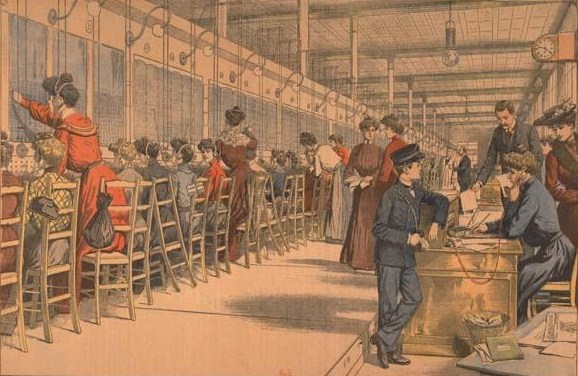
Les « demoiselles » d'un central téléphonique parisien vers 1900 (source : Le Petit Parisien).

De 1872 à 1876, Elisha Gray et son rival Alexander Graham Bell jettent les bases du téléphone analogique. Au terme d'une querelle de priorité, Bell obtient finalement le brevet exclusif du téléphone.
De 1878 à 1913 en France, les communications sont établies par des opérateurs et des opératrices, grâce à un système de cordons souples munis de fiches et de tableaux d'arrivée et de départ d'abonnés. Puis viennent les systèmes de commutations automatiques, qui ne cessent d'être améliorés : d'abord électromécaniques, puis électroniques, ils sont désormais numériques et totalement pilotés par informatique. Almon Strowger invente, puis brevette, en 1891, le premier commutateur automatique et le cadran de numérotation à dix chiffres permettant d'établir, sans l'aide d'opérateurs humains, une liaison entre deux abonnés d'un central téléphonique. Les premiers commutateurs sont installés aux États-Unis à la fin du XIXe siècle et au début du XXe siècle.
En 1888, soit dix ans après les premières installations en France, le pays compte 9 166 abonnés aux réseaux téléphoniques urbains, soit un habitant pour 4 110 loin derrière la Belgique (un pour 280), les États-Unis (un pour 397) ou l'Angleterre (un pour 2 540).
De l'origine (années 1880) jusqu'à la fin des années 1980, il existe une continuité électrique entre les deux abonnés : un circuit électrique physique, temporaire, est établi entre les deux téléphones (sauf pour les communications à très longue distance) en traversant d'autant plus de standards qu'il y a de distance à parcourir :
- pour les liaisons entre centraux, d'encombrants câbles multipaires, puis les câbles coaxiaux numériques, sont désormais remplacés par des faisceaux de fibre optique. Cette dernière permet des débits beaucoup plus élevés, sorte d'autoroute qui profite aux technologies numériques d'information et de communication ;
- pour établir une communication point à point, l'abonné compose un numéro pour que les commutateurs des centraux relient l'appelant à l'appelé. Le commutateur réserve un canal de communication pour toute la durée de la communication entre les abonnés reliés ;
- les premiers systèmes de commutation comprenaient quelques dizaines de prises d'abonnés, les commutateurs électromécaniques ainsi que les commutateurs électroniques et informatiques actuels peuvent gérer plusieurs milliers d'abonnés (jusqu'à 100 000 par cœur de chaîne pour les plus modernes), sachant qu'en moyenne, seule une fraction d'entre eux seront en communication simultanément ;
- les transmissions numériques avec « modems RTC homologués » sont permises, mais le réseau RTC « analogique », est peu approprié pour le transfert de données numériques, le débit binaire maximal dépassant difficilement 56 kbit/s[5].

## Évolutions au début des années 2000: transmissions numériques
Beaucoup de lignes terminales entre l'abonné et le central (la boucle locale) sont suffisamment courtes, pour pouvoir accueillir des transmissions numériques de débit plus important (jusqu'à 100 Mbit/s en 2018 en France), dites « xDSL ». Les modems ADSL ou VDSL connectés au central par des liaisons totalement numériques sont gérés par des commutateurs et routeurs numériques. Cependant, les services xDSL comme l'ADSL ou le SDSL ne sont pas pris en charge directement par le commutateur téléphonique de rattachement de l'abonné, mais par des équipements intercalés sur la ligne téléphonique entre le poste téléphonique de l'abonné et son commutateur téléphonique de rattachement : les baies DSLAM. Cet équipement est en général localisé dans les murs du central téléphonique, à proximité du commutateur téléphonique, mais peut aussi être placé dans un petit bâtiment séparé, à mi-chemin entre le centre téléphonique et l'abonné (les NRA), afin d'augmenter la portée de la distribution des services xDSL.
Les liaisons entre terminaux mobiles et commutateurs, bien que numériques, sont parfois moins fiables (réseaux mobiles 2G, 3G et 4G) car elles peuvent subir des perturbations à cause des technologies radioélectriques utilisées pour transmettre le signal radio dans l'atmosphère.

## Évolutions en France depuis 2017
La France est le pays le plus avancé d'Europe en matière d'extinction du réseau téléphonique.
La France a annoncé en 2017 qu'elle prévoyait de fermer son réseau de téléphonie de type RTC pour le remplacer par un réseau IP ADSL et fibre, et par la téléphonie sur IP (Voix sur IP). Orange (anciennement France Télécom) a mis en place un plan de fermeture du RTC. Il n'est plus possible de commander de nouvelles lignes analogiques depuis novembre 2018 ni de lignes Numéris depuis fin 2019. L’ensemble des services Numéris et analogiques seront progressivement dé-commissionnés à partir de 2021. Ce plan reste à préciser, notamment pour certains services spécifiques comme les lignes d’alarme, d’ascenseur, etc..
Cet abandon de la transmission analogique sur le réseau téléphonique est motivé par la réduction de l'offre de pièces de rechange en cas de panne.
En 2018, en France, ce changement de technologie concerne 9,4 millions d'abonnés selon les chiffres d’Orange.
La première vague de fermetures de grande ampleur du RTC interviendra le 15 octobre 2023 et concernera 1 257 communes réparties par plaques sur sept départements ; la deuxième vague interviendra le 15 octobre 2024 et concernera 1 190 communes réparties par plaques sur huit départements. Cette fermeture technique sera expérimentée en avance de phase dans sept communes situées dans deux départements distincts (Osny dans le Val-d'Oise et Concarneau, Elliant, Melgven, Saint-Yvi, Rosporden, Tourch dans le Finistère) qui ont vu le RTC s’arrêter dès le 15 octobre 2021.
D'après Delphine Gény-Stephann, secrétaire d’État auprès du ministre de l’Économie, « L’État est le garant de ce service afin que chaque Français ait accès à un service téléphonique de qualité à un prix raisonnable, Néanmoins, rien n’oblige à ce que ce service utilise la technologie RTC, Orange est libre d’utiliser la technologie de son choix ».
Le service sera remplacé, en France, par la technologie de la voix sur IP sur des supports variés (fibre, ADSL, radio).
En 2018, 70 % des sociétés françaises continuaient d’utiliser le réseau RTC, notamment pour des applications d'ascenseurs, de terminaux de paiement, de systèmes d’alarme ou de fax.
La ville de Toulouse est l'une des premières dont le pourtour sera affecté, touchant des communes comme Le Muretain Agglo, le Sicoval, Auterive, Nailloux, etc.,.
Avec ces nouvelles technologies, le téléphone n'est plus autoalimenté en énergie, et son fonctionnement dépend donc de la disponibilité du service électrique local.
En juin 2022, Orange annonce avoir arrêté son dernier commutateur de transit international de type RTC.
En juillet 2022, les concurrents d'Orange et l'ARCEP demandent plus de transparence sur l'arrêt du cuivre.